# Diálogo de Epicteto y el emperador Adriano
El Diálogo de Epicteto y el emperador Adriano es una obra de la literatura medieval española, protagonizada por Epicteto y Adriano.
Al igual que ocurre con la Historia de la donzella Teodor o con el Capítulo de Segundo filósofo, el origen de este diálogo es griego, si bien en este caso la versión castellana proviene de una traducción latina — Adrianus et Epictetus — y no árabe.
La obra se compone de 133 cuestiones, que Fernando Gómez Redondo estructura de la siguiente manera:
1. Serie 7-24: conexión que lleva de Dios al hombre mediante cuestiones en buena parte relacionadas con la creación del mundo.
2. Serie 25-39: definición de la naturaleza del pecado y manera de evitarlo.
3. Serie 40-51: aproximación a la realidad mundanal.
4. Serie 52-70: cuestiones sobre la Biblia.
5. Serie 71-95: sobre la naturaleza, sus elementos y sus propiedades.
6. Serie 96-133: se continúa explorando la materia escrituaria, aunque con una mayor profundización.